# Station Biesterfelde
Station Biesterfelde is een voormalig spoorwegstation in de Poolse plaats Bystrze, voorheen Biesterfelde in het voormalige West-Pruisen.
Het station is op 18 november 1898 in gebruik genomen door de Westpreußischen Kleinbahnen AG als onderdeel van de voor het bietenvervoer gebouwde smalspoorlijn (750mm) Ließau–Mielenz. De lijn en het station zijn voor 1944 gesloten. 